# Бяловерсьне
Бяловерсьне (пол. Białowierśnie) — село в Польщі, у гміні Ґіби Сейненського повіту Підляського воєводства.
Населення — 86 осіб (2011).
У 1975-1998 роках село належало до Сувальського воєводства.

## Демографія
Демографічна структура станом на 31 березня 2011 року:
|          | Загалом | Допрацездатний вік | Працездатний вік | Постпрацездатний вік |
| -------- | ------- | ------------------ | ---------------- | -------------------- |
| Чоловіки | 41      | 10                 | 25               | 6                    |
| Жінки    | 45      | 9                  | 26               | 10                   |
| Разом    | 86      | 19                 | 51               | 16                   |